# Poliploïdia
La poliploïdia en genètica, és la qualitat del poliploide. Es defineix la poliploïdia com el fenomen pel qual s'originen cèl·lules, teixits o organismes amb tres o més jocs complets de cromosomes de la mateixa o diferents espècies o amb dos o més genomes d'espècies diferents. Aquestes cèl·lules, teixits o organismes s'anomenen poliploides.

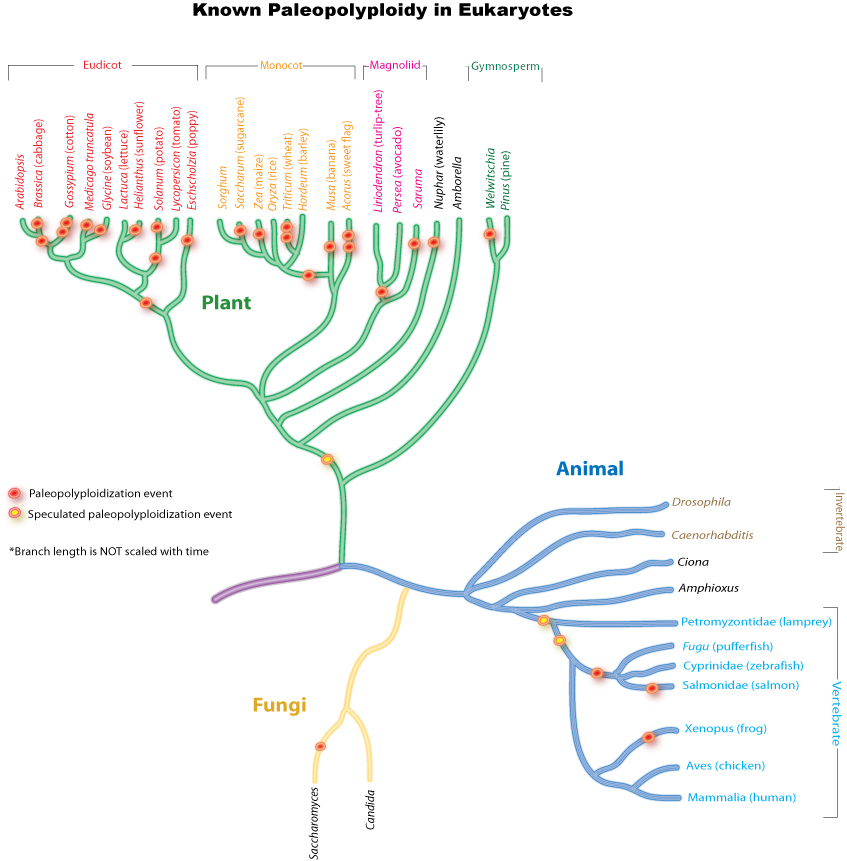
Paleopoliploïdia en eucariotes.

Si els genomes d'una espècie poliploide provenen de la mateixa espècie ancestral, es diu que és autopoliploide o autoploide; si provenen de dues espècies ancestrals diferents es diu que és al·lopoliploide o al·loploide. Depenent del nombre de jocs cromosòmics complets que posseeix l'espècie rep el nom de triploide (3X), tetraploide (4X), pentaploide (5X), hexaploide (6X) i així successivament, essent X el nombre monoploide, no s'ha de confondre amb el nombre haploide.
La poliploïdia ocorre amb freqüència a la natura, si bé és més freqüent en plantes i algues que en animals i fongs. En plantes, la poliploïdia es troba molt estesa dins les angiospermes (aproximadament un 30% de les espècies són al·lopoliploides) i sembla estar relacionada amb la latitud geogràfica. Generalment en plantes poliploides es dona el fenotip gigas, és a dir que es produeix un augment de la mida en els individus poliploides, ja que aquests tenen més cèl·lules que els individus diploides. En animals, el fenotip gigas no es dona com a tal, ja que l'augment de mida que es presenta en alguns grups d'insectes crustacis i alguns amfibis i peixos poliploides és degut a l'augment del volum cel·lular però no del nombre de cèl·lules, essent aquest darrer el mateix en individus diploides i poliploides.

Especiació per poliploïdia: Una cèl·lula diploide pateix una falla en la meiosi, produint gamets diploides que per autofecundació produiran un zigot tetraploide.

## Tipus de poliploïdia
El tipus de Poliploides es classifiquen segons el nombres de jocs de cromosomes dins del nucli de la cèl·lula:
- triploides (tres jocs; 3x), per exemple síndries sense llavors, comú en l'embrancament Tardigrada[4]
- tetraploides (quatre jocs; 4x), per exemple en els peixos de la família Salmonidae[5]
- pentaploides (cinc jocs; 5x), per exemple el bedoll (Betula papyrifera var. kenaica)
- hexaploides (sis jocs; 6x), per exemple el blat, el fruit kiwi[6]
- octaploides (vuit jocs; 8x), per exemple Acipenser (gènere de peixos esturions)
- decaploides (deu jocs; 10x), per exemple en algunes maduixeres, gènere Fragaria
- dodecaploides (dotze jocs; 12x), per exemple la planta Celosia argentea i l'amfibi Xenopus ruwenzoriensis[7]

## Terminologia
A continuació es defineixen alguns termes que es fan servir en l'estudi dels poliploides:
Diploide (2X): espècie o individu la dotació autosòmica normal del qual està composta per dos jocs idèntics de X cromosomes cadascun, essent cadascun d'aquests X cromosomes diferents entre si i no agrupables en grups inferiors que al seu torn constituïssin jocs cromosòmics d'espècies parentals.
Nombre monoploide o nombre bàsic (X): nombre de cromosomes diferents que constitueixen un joc cromosòmic complet.
Nombre haploide (n): nombre de cromosomes que s'inclouen en una gàmeta normal d'una espècie.
Poliploide: espècie o individu la dotació cromosòmica dels quals és un múltiple de X major que 2X.
Autopoliploide o autoploide: poliploide que presenta un sols tipus de genoma i, per tant, procedeix d'una única espècie parental.
Al·lopoliploide o al·loploide: poliploide que presenta més d'un tipus de genoma i, per tant, procedeix de la hibridació de dues o més espècies. A vegades, es desconeix l'origen d'algun dels genomes d'una espècie al·loploide, poden pertànyer a una espècie parental extinta o no descoberta.
Al·lopoliploide segmentat o al·loploide segmentat: poliploide que presenta algun joc cromosòmic incomplet, però que supleix la carència cromosòmica del joc amb l'aneuploïdia dels homòlegs que sí que hi són presents, essent el nombre de còpies extres igual al nombre d'homòlegs absents. Això pot ocórrer amb segments cromosòmics en lloc de cromosomes complets o les dues coses simultàniament. També són al·lopoliploides segmentats aquells poliploides que presenten diferent nombre de jocs cromosòmics per a cada genoma parental.
Mixoploide: individu que presenta línies cel·lulars amb diferent nivell de ploidia.

## Poliploïdia en la natura
La poliploïdia, en la natura, és un fenomen espontani.

### En plantes
La poliploïdia es troba en tots els grans grups de vegetals.
A mesura que augmenta la latitud augmenta la poliploïdia potser per adaptació a condicions climàtiques més rigoroses i al fotoperiodisme.

### En animals
Segons White (1951), els insectes i crustacis partenogenètics presenten races i espècies poliploides. S'han estudiat moltes sèries poliploides, i s'ha trobat una estreta relació amb la partenoènesi: Artemia salina, Trichiniscus elizabethae, Solenobio triguetrella, Oetiorrhycus sp., etc.

## Citogenètica

### Mitosi
La mitosi dels individus poliploides, en general, no presenta cap tipus d'irregularitat que la distingeixi de la mitosi dels individus diploides, aquesta és la raó per la qual la reproducció asexual està tan estesa entre els poliploides.

### Meiosi
Els comportaments meiòtics entre autopoliploides i al·lopoliploides també mostren diferències.

#### Autopoliploides
Entre els autopoliploides, podem al seu torn distingir entre autotriploides i autotetraploides.

##### Autotriploides
Presenten tres còpies de cada cromosoma.
En la profase meiòtica l'aparellament entre regions homòlogues dels cromosomes pot ser múltiple o, al contrari, de dos a dos, essent aquest el més freqüent.

##### Autotetraploides
La conducta meiòtica dels autotetraploides és molt similar a la dels autotriploides, però en ser quatre els cromosomes homòlegs implicats la situació és més complexa.

#### Al·lopoliploides
El comportament meiòtic dels al·lopoliploides està principalment influenciat per l'afinitat existent entre els genomes de les espècies parentals que el componen.
Es parla al·lopoliploïdia segmentària quan alguns cromosomes de les dues espècies progenitores són gairebé homòlegs i és possible d'observar-los durant la meiosi. N'és un exemple l'al·lotetraploide Primula kewensis o prímula de Kew (2n=36) que procedeix d'un encreuament entre P. floribunda (2n=18) i P. verticillata (2n=18). Encara que aquesta espècie sigui una creació artificial, hom defensa que força espècies s'han constituït així, per un fenomen espontani, aliè a la intervenció humana.

### Fertilitat
La fertilitat d'un poliploide depèn de la viabilitat dels gàmetes i dels zigots que produeixen, essent aquests dependents de la constitució cromosòmica, la qual resulta més equilibrada en els autotetraploides que en los autotriploides donat el seu comportament meiòtic.

## Herència
El tipus d'herència que presenten els poliploides s'anomena herència poligènica, en la qual les segregacions genotípiques i fenotípiques són diferents de les lleis mendelianes, depenent aquestes del grau de ploidia, de la freqüència dels diferents tipus de coorientacions en metafase i a més, en al·loploides, de la semblança genètica entre els genomes parentals.